# 305 (tal)
305 är det naturliga talet som följer 304 och som följs av 306.

## Inom vetenskapen
- 305 Gordonia, en asteroid.

## Inom matematiken
- 305 är ett udda tal
- 305 är ett sammansatt tal
- 305 är ett defekt tal
- 305 är ett palindromtal i det kvarternära talsystemet.